# Statuenmenhir Stantara d’Appriciani
Der Statuenmenhir Stantara d’Appriciani stammt aus der Bronzezeit. Er wurde in Appriciani bei Sagone im Département Corse-du-Sud auf der Mittelmeerinsel Korsika in Frankreich gefunden. Das Oberteil des Steins wurde auf einen Sockel gesetzt und steht im Weiler Vico. In seinen Notizen einer Reise auf Korsika (französisch Notes d’un voyage en Corse) im Jahre 1840, beschreibt der französische Schriftsteller Prosper Mérimée (1803–1870) den Statuenmenhir als „Idolo dei Mori“ (deutsch „Idol der Mauren“).

## Beschreibung
Die etwa 2,0 m hohe und nur etwa 0,2 m dicke Granitstatue war im Boden vergraben. Der flache, wie eine Scheide geformte Stein ist am unteren Ende abgerundet und leicht verschmälert. Die Oberseite ist zu einem menschlichen Kopf geformt. Das Gesicht ist rau, aber die Augen, die Nase, der Mund, ausgedrückt durch eine einzelne horizontale Linie, sind gut gezeichnet. Die Haare, die sich auf der Stirn teilen, bilden auf Höhe der Augen zwei herausstehende Locken. An dieser Stelle hat der Kopf seine größte Breite (0,40 cm). Brüste oder Brustmuskeln sind angedeutet, aber der Rest ist absolut glatt. Hinten überschreiten die kurzgeschnittenen Haare nicht den Nacken. Die Schulterblätter sind etwa so groß wie die Brust. Er ist ein Menhir der Stufe 4.
Roger Grosjean stellte im Jahr 1967 eine Klassifizierung der korsischen Menhire und Statuenmenhire vor, die in erster Linie auf das Vorhandensein oder Fehlen von Waffen beruht.
- Stufe 1: Weniger als einen Meter hohe Monolithen oder Baityloi,
- Stufe 2: Protoanthropomorph, die menschliche Form schematisch dargestellt,
- Stufe 3: Anthropomorphe Figur mit separatem Kopf und Körper; selten mehr als zwei Meter hoch, unterteilt in:
- Stufe 4: „Südliche Statuenmenhire, unbewaffnet“, verfügen über anatomische Details vor allem im Gesicht (Augen, Nase, Mund).
- Stufe 5: „Südliche Statuenmenhire, bewaffnet“ mit Schwertern, Dolchen und Helmen oder Brustpanzern; anatomische Details sind nicht herausgearbeitet (Gürtel und Lendenschurz).
- Stufe 6: „Nördliche Statuenmenhire, unbewaffnet“, dünner und schlanker als die bisherigen Statuen; langer Hals und Ohren.

Der Stein wurde 1840 als Monument historique geschützt.